# Релігія у Великій Британії
Згідно з переписом 2011 року, християнство є релігією більшості, за ним слідує іслам, індуїзм, сикхізм, юдаїзм за кількістю прихильників.
Серед християн найпоширеніша конфесія — англікани, за ними йдуть католики, методисти та баптисти. 

## Християнство

#### Католицизм
У 2011 році у Великій Британії було приблизно 5,7 млн. католиків (9,1%), 4 155 100 в Англії та Уельсі (7,4%), 841 053 у Шотландії (15,9%) та 738 033 у Північній Ірландії (40,76%).

#### Англіканська церква
Англіканська церква — церква, що заснована в Англії. Найстарші єпископи засідають у національному парламенті, а король є верховним губернатором. Англійська церква відокремилася від Католицької церкви в 1534 році.

#### Методизм
Методистський рух веде свій початок від Джона Веслі та євангельського відродження у XVIII столітті. Методистська церква має парафії по всій країні, налічує близько 188000 членів.

#### Баптизм
Союз баптистів Великої Британії, незважаючи на свою назву, охоплює тільки Англію та Уельс.

## Свідки Єгови
У 2015 році у Великій Британії було 137 631 членів Свідки Єгови.

## Іслам

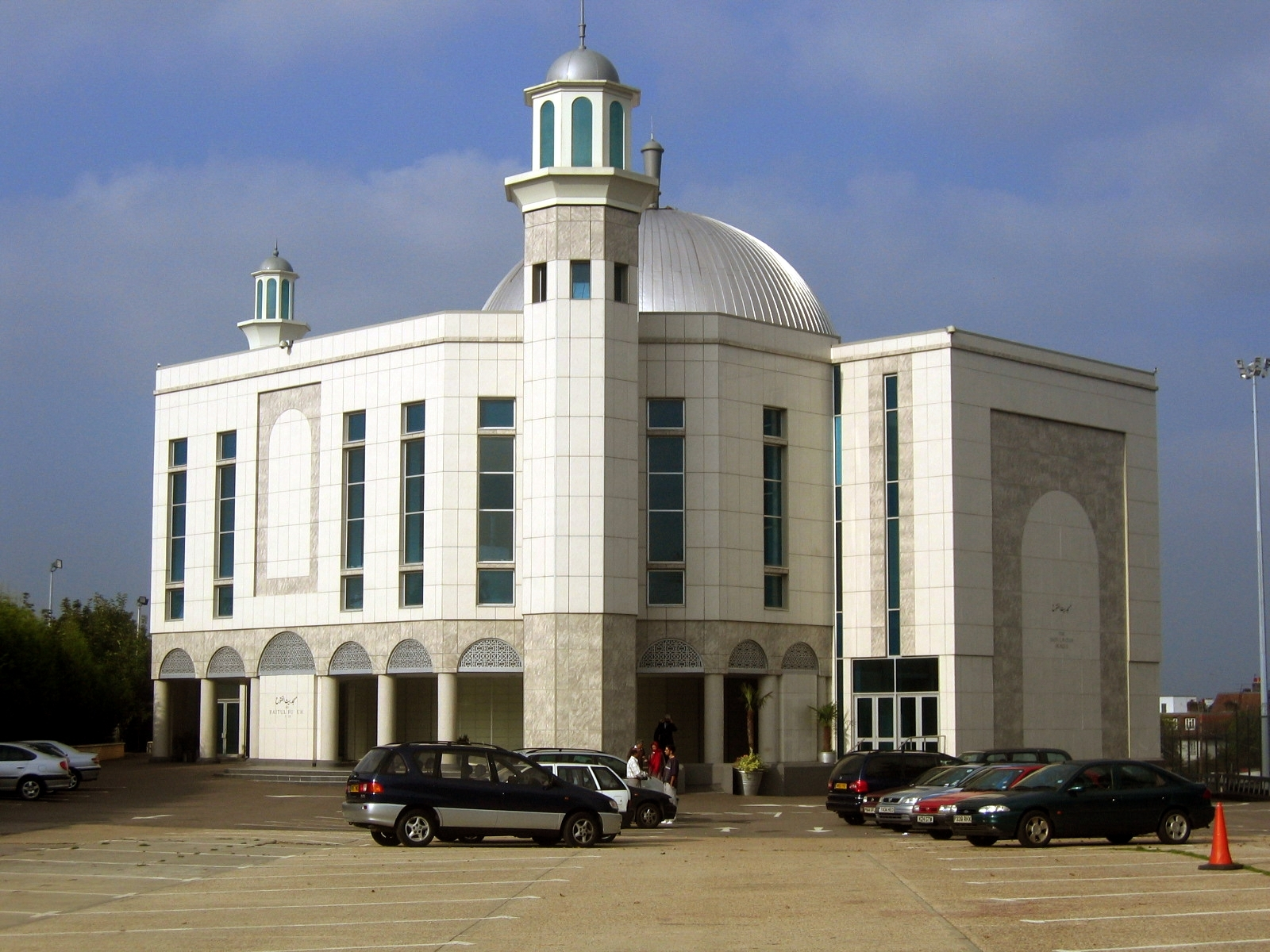
Байтуль-Футух

Офіційні дані ONS за 2018/19 роки, опубліковані в грудні, показують, що в Англії проживає 3194 791 мусульман. 
Більшість мусульман - пенджабці, бангладешці, араби, сомалійці.

## Індуїзм

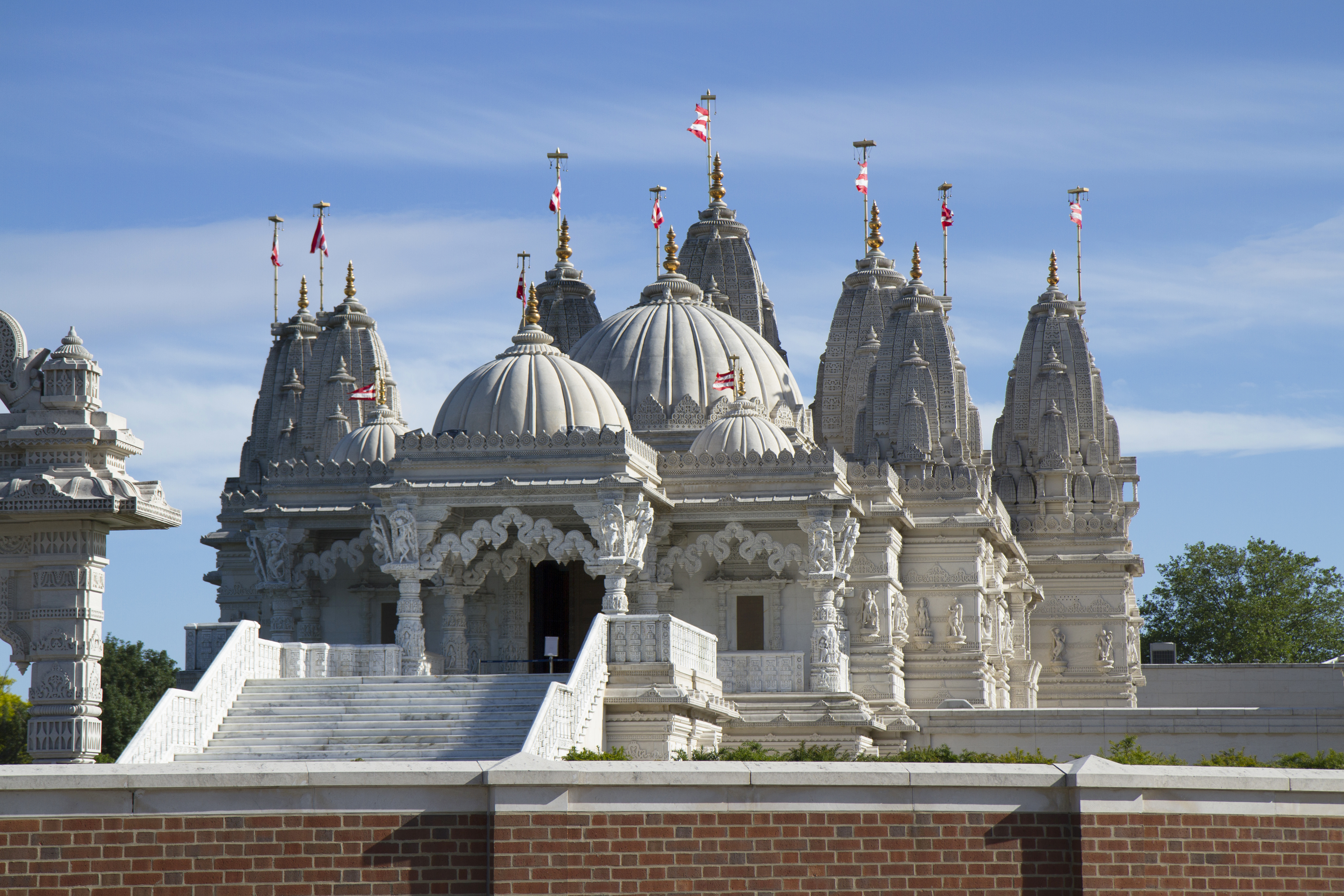
Шрі Свамінараян Мандір Лондон

Згідно з переписом Англії та Уельсу 2011 року, 817 000 жителів (1,5%) визнали себе індуїстами. Більшість з них є жителями Лондона. 

## Сикхізм
Згідно з переписом 2011 року у Великій Британії налічується 432429 сикхів, що складає 0,7% населення. 

## Юдаїзм
У Великій Британії налічується близько 275 000 євреїв, причому більшість з них проживають в Англії. 

## Буддизм
Під час перепису у Великій Британії 2011 року було близько 178 000 людей, що сповідували буддизм.